# Arthur von Geldern-Crispendorf
Arthur Hermann Franz Georg von Geldern-Crispendorf (* 11. August 1871 in Greiz; † 7. April 1962 in Reudnitz) war ein deutscher Rittergutsbesitzer und Politiker.

## Leben
Von Geldern-Crispendorf war der Sohn aus der ersten Ehe des Obergerichtsanwalts Arthur Balduin von Geldern-Crispendorf (1835–1893) und dessen Ehefrau Franziska Auguste Louise, geborene Neefe aus Reudnitz (1850–1871). Sein Onkel waren Bruno von Geldern-Crispendorf und Richard von Geldern-Crispendorf.
Seine Mutter verstarb am 17. August 1871 kurz nach seiner Geburt. Er wuchs daher bei seinen Großeltern Hermann Gustav Neefe und Marie Ernestine, geborene von Kutschenbach, auf deren Rittergut Oberreudnitz auf. Er erhielt zunächst Hausunterricht, besuchte dann 1879/80 die erste Klasse der Volksschule Reudnitz und zog dann am 4. April 1880 wieder zu seinem Vater nach Greiz. Er besuchte dort 1880 bis 1886 ein städtisches Gymnasium und dann das Wilhelm-Ernst-Gymnasium Weimar, wo er am 7. März 1892 das Abitur ablegte.
Er entschied sich für die Offizierslaufbahn und war ab dem 1. April 1892 Avantgeur beim Braunschweigischen Husaren-Regiment Nr. 17, wo er am 7. Juli 1892 Unteroffizier und am 17. Dezember 1892 Portepeefähnrich wurde. Nach dem Kriegsschulbesuch wurde er am 18. November 1893 Seconde-Leutnant. Bereits nach dem Tod seines Vaters am 8. April 1893 hatte er sich entschlossen den aktiven Militärdienst zu beenden, um sich ganz der Bewirtschaftung des Ritterguts Oberreudnitz zu widmen. Am 18. Oktober 1894 nahm er seinen Abschied vom Militär und trat zur Reserve seines Regiments über.
Sein Großvater Hermann Neefe hatte 1876 das Rittergut Oberreudnitz als Neffe von Leo von Raab geerbt. Nach seinem Tod Ende 1881 erbte von Geldern-Crispendorf erst einen Teil des Gutes und wurde nach dem Tod seiner Großmutter 1888 alleiniger Besitzer, konnte aber erst mit seiner Volljährigkeit das Erbe antreten. Bis dahin, und ebenfalls bis zum Ende seiner Militärzeit verwaltete sein Vater das Gut.
Am 25. Mai 1898 erwarb er auch das Rittergut Unterreudnitz von Wilhelm Emil Knack, welches er aber am 30. August 1907 an August Hermann weiterverkaufte. Im gleichen Jahr verkaufte er seinen ererbten Anteil am Rittergut Crispendorf an seinen Cousin Woldemar von Dietel. Am 4. Oktober 1945 wurde sein Grundbesitz in der SBZ enteignet.
1902 bis 1904 war er Geschworener beim 84. Schwurgericht im Bezirk I Gera. Er war Mitglied und später Ehrenmitglied vieler Vereine. Er war Rechtsritter des Johanniterordens.
Er war evangelisch-lutherischer Konfession und blieb unverheiratet.

## Politik
Von Geldern-Crispendorf vertrat konservative Positionen. Vom 27. Februar 1902 bis zum 3. Januar 1919 gehörte er dem Greizer Landtag, gewählt von den Großgrundbesitzern, an. Ab 18. Januar 1913 war er dort Landtagsvizepräsident und wurde fünfmal wiedergewählt.